# Стаффордширский клад

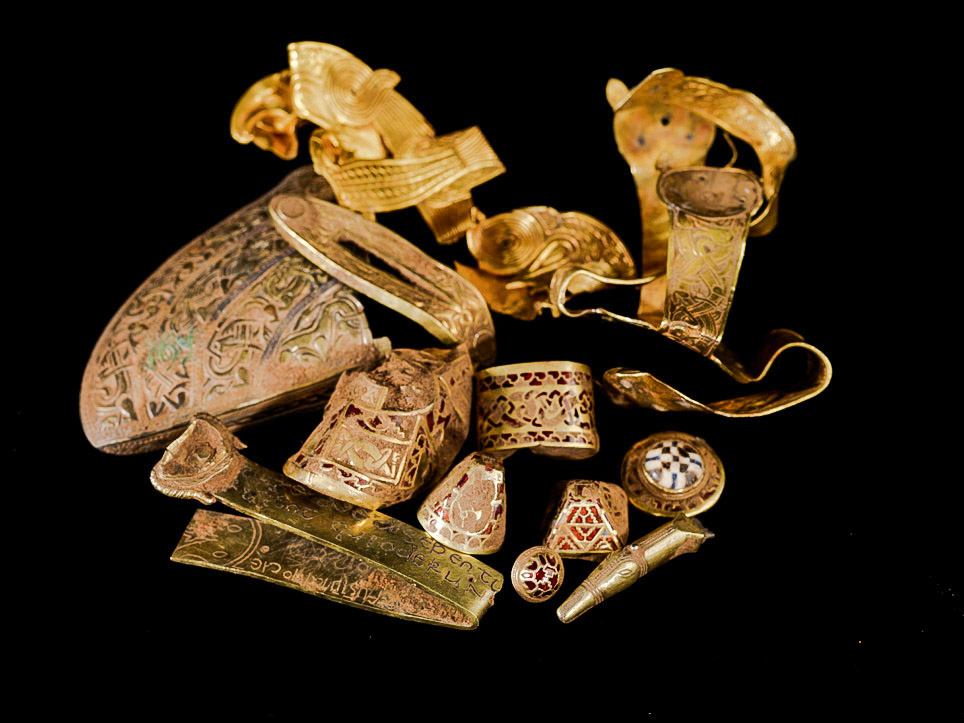
Часть клада

Стаффордширский клад — крупнейший в истории англосаксонский клад, обнаруженный летом 2009 года безработным при помощи металлоискателя. 
По заявлению Терри Герберта, он занимается любительским кладоискательством уже 18 лет. Он попросил у своего соседа разрешения исследовать при помощи металлоискателя поле. После недели поисков он нашел клад.
Специалисты подтвердили, что под землей находилось более 1500 предметов, принадлежавших англосаксонской знати: оружие, посуда и украшения. Большинство предметов датируется приблизительно VII веком.
Оценка стоимости клада - 3,3 миллиона фунтов, поделенных между кладоискателем и владельцем земли фермером. Но точно известно, что в общей сложности клад содержит 2,5 килограмма серебра и примерно 5 килограммов золота. 
Каналом National Geographic в 2011 г. был снят документальный фильм о кладе: «Treasure Hoard. Secrets of the Lost Gold» / «Стаффордширское сокровище. Тайны утраченного золота».